# Helgi Hundingsbane

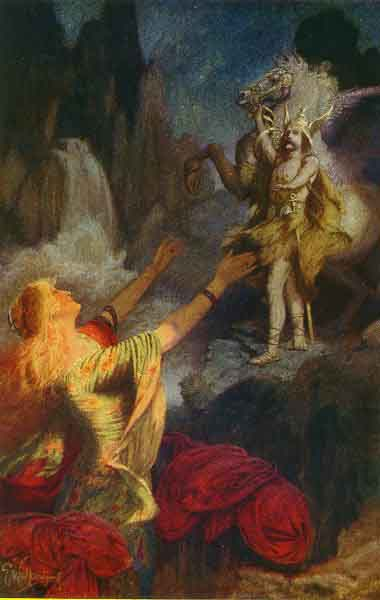
Helgi regresa al Valhalla

 Helgi Sigmundsson (n. 731) más conocido por su apodo Helgi Hundingsbane fue un héroe en las sagas nórdicas que aparece en la saga Volsunga y en dos cantos de la Edda poética, Helgakviða Hundingsbana I y Helgakviða Hundingsbana II. La Edda poética relata como Helgi y Sigrún fueron Helgi Hjörvarðsson y Sváva en el renacimiento en Helgakviða Hjörvarðssonar. Luego renacerían nuevamente como Helgi Haddingjaskati y Kára, cuyas historias se conservaron como parte de Hrómundar saga Gripssonar.

## Su nombre y el encuentro con la valquiria
Helgi es el hijo de Sigmund y de Borghild, y con tan solo quince años toma venganza de su padre dando muerte a Hunding, el rey de los sajones. Este acontecimiento fue lo que le dio el cognado de Hundings bane "ruina de los Hunding". Continúa con sus hazañas guerreras y un día, mientras se encuentra en su drakkar, es visitado por la valquiria llamada Sigrún, la cual puede cabalgar a través del aire y sobre el mar y quien conoce muy bien sus hazañas. Ambos se enamoran inmediatamente.

## La batalla
El padre de la valquiria, el rey Högne de Östergötland la ha prometido a Hothbrodd, el hijo del rey Granmar de Södermanland. Helgi reúne una fuerza en Brandey (probablemente, el moderno Brändholmen/Brändö, en el estuario de la bahía de Bråviken, hasta 1813 llamada Brandö, la forma sueca moderna de Brandey) y se dirige hacia reino de Granmarr. Se cuenta en detalle sobre como reunió las fuerzas y como en una gran batalla, Helgi y su hermano Sinfjötli luchan contra Högne, su hijo Dag, Granmar y todos los hijos de Granmar, Hothbrodd, Starkad y Gudmund. Todos mueren, excepto Helgi, Sinfjötli y el hijo menor de Högne, Dag. Sigrún despide con enfado al moribundo Hothbrodd y llora con alegría al saber que toda su familia está muerta, salvo Dag, quien jura fidelidad a Helgi.

## Muerte
Sigrún y Helgi se casaron y tuvieron varios hijos. Sin embargo Dag es atormentado por el hecho de que su honor demanda vengar a su padre. De alguna manera, Odín le da una lanza, y obedientemente atraviesa a Helgi con ella. Luego va a ver a Sigrún a darle sus condolencias, y ella lo maldice:
El viento se detendrá, cada vez que él entre en un barco.
El caballo más rápido no lo llevará si está siendo perseguido.
Su espada no herirá a otro que no sea a él mismo.
Además como parte de su maldición, Dag deberá huir a los bosques y de ahí en más vivir alimentándose de la carroña. Luego, la valquiria se encarga de enterrar a Helgi en un túmulo, y el alma de Helgi se encuentra en el Valhalla, donde Odín le dice que se ponga a gusto. Helgi se alegra de obedecer en eso y ordena a Hunding alimentar los cerdos, lavar los pies de los einherjar y otras tareas menores.

## Encuentro tras la muerte

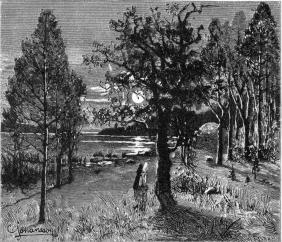
Sigrun esperando a Helgi en el túmulo.

Una tarde, alguien dice haber visto a Helgi cabalgar con un gran séquito en su propio túmulo, y entonces Sigrún va al lugar para verlo. Su pelo está cubierto de escarcha, su cuerpo manchado de sangre, y sus manos mojadas. Le explica que esto se debe a que cada lágrima que ella ha derramado ha caído húmeda y helada sobre él. A pesar de eso, ella prepara el lecho en el túmulo y yacen juntos toda la noche.
Antes del amanecer, Helgi debe regresar al Valhalla. Sigrún regresa a su casa y se pasa el resto de su vida esperando en vano el regreso de Helgi al túmulo nuevamente.

## Análisis
Helgi es atribuido a dos genealogías diferentes en las sagas. Es descrito como un Ylfing (los Wylfings en Beowulf) en varios lugares, pero también como un Völsung, ya que es descrito como el hijo de Sigmund y Borghild y el hermano de Sinfjotli y Sigurd. Esto es probablemente debido a la unión entre la leyenda de los Völsungos y una leyenda más antigua de Helgi Hundingsbane.
Tanto Högne como Helgi son descritos como reyes de Götaland del Este, lo que parece ser una contradicción. Sin embargo, en Heimskringla se dice que Högne era el suegro del Ylfing Hjörvard. Como ambos son Ylfings o se casaron dentro del clan, la batalla entre Helgi y Högne era aparentemente una guerra civil. Esto explicaría la razón por la cual Hjörvard era un rey del mar, un hombre "sin techo", a pesar de ser descrito en Sögubrot af nokkrum fornkonungum como uno de los primeros regentes de Östergötland. Si esto fuese así, entonces la leyenda estaría basada en una guerra civil donde Högne había usurpado el trono a Hjörvard, pero sería muerto por un familiar de Hjörvard, llamado Helgi.
El origen Völsungo al parecer es una adición tardía, ya que las leyendas de Sigurd describen eventos del siglo V y los de Helgi sucedieron alrededor del siglo VII. Además en el poema Beowulf de los siglos VII y VIII, las leyendas de Sigmund ya eran conocidas.

## Ubicaciones
En Gesta Danorum de Saxo Grammaticus el personaje de Helgi según Saxo está confundido con el del rey danés Halga, ya que menciona que Helgi mató a un rey sueco llamado Hunding. Hothbrodd se convirtió en el rey de Suecia y dio a Ohthere esa posición. Debido a esto el académico danés Sophus Bugge intentó en 1896, conectarlo con el Skjöldung Helgi.
Debido a esta modificación, la residencia de Helgi, Hringstaðir es en ocasiones interpretada como el Ringsted danés. Otros han señalado que, en las sagas, los Ylfings nunca son llamados daneses, y el único territorio que dicen haber gobernado es Östergötland. En el primer poema (Helgakviða Hundingsbana I), Sinfjotle tenía su residencia en Brávellir (la planicie al oeste de Bråviken en Östergötland) y Helgi reside en Hringstaðir (probablemente el moderno Ringstad, un antiguo estado real en la misma planicie existente anteriormente, y durante el siglo XVII).
Además, en Heimskringla, su enemigo Granmar (el padre de Hothbrodd) era el rey de Södermanland, que está adyacente a Östergötland, y no el de Suecia.